# Robert John Brennan
Robert John Brennan (New York, 7 giugno 1962) è un vescovo cattolico statunitense, dal 29 settembre 2021 vescovo di Brooklyn.

## Biografia
Robert John Brennan è nato nel Bronx, a New York, il 7 giugno 1962 ed è il maggiore dei cinque figli di Robert e Patricia Brennan. Ha due fratelli e due sorelle, quattordici nipoti e tre pronipoti. È cresciuto a Lindenhurst, New York.

### Formazione e ministero sacerdotale
Ha frequentato la scuola elementare Our Lady of Perpetual Help e la Saint John the Baptist Diocesan High School a West Islip. Ha conseguito il Bachelor of Science in matematica e informatica presso la Saint John's University di New York. Successivamente, ha compiuto gli studi ecclesiastici presso il seminario "Immacolata Concezione" di Huntington.
Il 27 maggio 1989 è stato ordinato presbitero per la diocesi di Rockville Centre nella cattedrale diocesana da monsignor John Raymond McGann. In seguito è stato vicario parrocchiale della parrocchia di San Patrizio a Smithtown dal 1989 al 1994; segretario particolare dei tre vescovi di Rockville Centre: John Raymond McGann, James Thomas McHugh e William Francis Murphy dal 1994 al 2002; vicario generale e moderatore della curia dal 2002 al 2019 e parroco della parrocchia di Santa Maria dell'Isola a Long Beach dal 2010 al 2012.
Nel 1996 è stato nominato cappellano di Sua Santità e nel 2002 prelato d'onore di Sua Santità.

### Ministero episcopale

Stemma di monsignor Brennan come vescovo ausiliare di Rockville Centre.

L'8 giugno 2012 papa Benedetto XVI lo ha nominato vescovo ausiliare di Rockville Centre e titolare di Erdonia. Ha ricevuto l'ordinazione episcopale il 25 luglio successivo nella cattedrale di Sant'Agnese a Rockville Centre dal vescovo di Rockville Centre William Francis Murphy, co-consacranti l'arcivescovo metropolita di Filadelfia Charles Joseph Chaput e il vescovo ausiliare di Rockville Centre Paul Henry Walsh.
Ha proseguito il servizio di vicario generale e moderatore della curia e ha lasciato l'ufficio di parroco prendendo residenza inizialmente nella parrocchia di Nostra Signora della Pace a Lynbrook.
La forza del vescovo Brennan risiedeva nell'attività pastorale parrocchiale. Anche durante il servizio a livello diocesano, gli è stata offerta l'opportunità di impegnarsi in molti elementi della vita parrocchiale, sia nelle parrocchie in cui ha risieduto che in una varietà di contesti parrocchiali. Questo lavoro ha incluso il ministero catechistico, nelle scuole cattoliche, nella pastorale per i malati e nella pastorale giovanile.
Mentre si trovava nella parrocchia della cattedrale di Sant'Agnese, il vescovo Brennan ha conosciuto la comunità ispanica della parrocchia e ha iniziato a studiare lo spagnolo. Questo gli ha aperto nuove porte nel ministero parrocchiale e gli ha dato la possibilità di conoscere e amare la comunità ispanica di Long Island. Un obiettivo particolare del suo ministero episcopale è stato il servizio a questa comunità di circa 400 000 cattolici. È stato colpito della vivacità della loro fede e per lui è stata fonte di ispirazione.
Celebrava regolarmente la messa per le suore domenicane di Amityville e in lingua spagnola nel centro correzionale della Contea di Nassau.
Mentre era al Rockville Centre, il vescovo Brennan è stato membro del consiglio di amministrazione dei servizi sanitari cattolici, nonché di vari consigli e comitati diocesani. È stato cappellano della Catholic Lawyers Guild della contea di Nassau. Ha fatto parte del consiglio di amministrazione dell'Istituto per le scuole cattoliche presso la sua alma mater, la St. John's University. Ha prestato servizio in diversi ruoli nel Catholic Faith Network; tra gli altri è stato uno dei co-conduttori
del pluripremiato programma Insight.
Il 31 gennaio 2019 papa Francesco lo ha nominato vescovo di Columbus. Ha preso possesso della diocesi il 29 marzo successivo con una cerimonia nella cattedrale di San Giuseppe a Columbus.
Nel dicembre del 2019 ha compiuto la visita ad limina.
Il 29 settembre 2021 papa Francesco lo ha nominato vescovo di Brooklyn. Ha preso possesso della diocesi il 30 novembre successivo.
In seno alla Conferenza dei vescovi cattolici degli Stati Uniti è stato membro del comitato per l'educazione cattolica, del comitato amministrativo e del comitato per le priorità e i piani.
Oltre all'inglese, conosce lo spagnolo.

## Genealogia episcopale
La genealogia episcopale è:
- Cardinale Scipione Rebiba
- Cardinale Giulio Antonio Santori
- Cardinale Girolamo Bernerio, O.P.
- Arcivescovo Galeazzo Sanvitale
- Cardinale Ludovico Ludovisi
- Cardinale Luigi Caetani
- Cardinale Ulderico Carpegna
- Cardinale Paluzzo Paluzzi Altieri degli Albertoni
- Cardinale Gaspare Carpegna
- Cardinale Fabrizio Paolucci
- Cardinale Francesco Barberini
- Cardinale Annibale Albani
- Cardinale Federico Marcello Lante Montefeltro della Rovere
- Vescovo Charles Walmesley, O.S.B.
- Arcivescovo John Carroll, S.I.
- Vescovo Benedict Joseph Flaget, P.S.S.
- Arcivescovo Martin John Spalding
- Cardinale James Gibbons
- Vescovo Edward Patrick Allen
- Vescovo Richard Oliver Gerow
- Vescovo Joseph Bernard Brunini
- Cardinale Bernard Francis Law
- Vescovo William Francis Murphy
- Vescovo Robert John Brennan

## Araldica
| Stemma | Titolare                                | Descrizione |
|        | Robert John Brennan Vescovo di Columbus | Partito: al primo d'azzurro alla nave d'argento, con la vela dello stesso, caricata della lettera M di rosso, l'albero cimato dalla crocetta d'oro, vogante su un mare ondato di sei pezzi d'argento e d'azzurro; al secondo d'argento, alla croce gigliata d'azzurro, caricata in centro di una torta dello stesso, sovracaricata da una testa d'agnello d'oro e in punta da una stella (7) d'argento, accantonata in capo da due conchiglie di rosso. Ornamenti esteriori da vescovo. Motto: "Thy will be done" ("Sia fatta la tua volontà"). |